# Дом Тычининой-Кудрявцевой
Дом Тычининой-Кудрявцевой расположен в городе Самаре по ул. Молодогвардейской, 95, литеры А, Б. Дом является памятником истории и культуры регионального значения, признан объектом культурного наследия .
Городская мещанская усадьба, включавшая помещения жилого назначения (часть которых сдавались внаем) и хозяйственного назначения.
Год постройки: конец XIX в; достройка зданий на усадебном участке 1902—1915 гг.
Стиль: кирпичная эклектика

## История
Земельный участок, на котором в настоящее время расположен дом 95 по ул. Молодогвардейской (бывшая ул. Соборная), имеет размеры стандартной городской усадьбы XIX в. — 10 саженей по улице и 30 саженей в глубь двора. Владельцем усадебного места, расположенного по ул. Соборной в 64 квартале 2-й полицейской части г. Самары, на 1900 г. являлась самарская мещанка Тычинина Александра Федоровна.
В оценочной ведомости на недвижимое имущество жителей г. Самары за 1902 г. имеется подробное описание домовладения Тычининой А. Ф. (Соборная, 107): "участок 300 кв. саж. (10 саженей в ширину — по улице и 30 саженей в длину — в глубь двора), на участке расположены по улице двухэтажный каменный дом (имеется приписка — «обложен кирпичом»), крытый железом, на 28 кв. саж. (7 на 4 саж.); во дворе одноэтажный деревянный флигель, крытый тесом на 15 кв. саж., погребица и дровяник деревянные. Второй этаж каменного дома занимала домовладелица, остальные строения сдавались в аренду.
По расчетной книге взимания налога с недвижимости жителей г. Самары за 1915—1918 гг. бывшая усадьба Тычининой имеет № 111; домовладелец — Кудрявцева Татьяна Васильевна, крестьянка Костромской губернии. Усадьба включала в себя: земельный участок тех же размеров — 10 на 30 саж.; по улице один дом каменный и один дом полукаменный, во дворе дом каменный и дом деревянный.

## Архитектура
Здание литеры АА1А2А3 — двухэтажное, кирпичное, П-образной формы в плане, развито вглубь участка, главным фасадом выходит на красную линию ул. Молодогвардейской (бывш. ул. Соборной), расположено в квартальной застройке между ул. Некрасовской и ул. Льва Толстого на бывшем усадебном месте мещанки Александры Фёдоровны Тычининой.
Стены здания выполнены из красного керамического кирпича, не оштукатурены; имеют двуколерную окраску с выявлением декора белым цветом.
Главный фасад здания по ул. Молодогвардейской имеет асимметричную 5-частную 9-осевую фронтальную композицию. Вертикальное членение фасада выполнено карнизными поясами. Членение главного фасада по горизонтали выполнено пилястрами, декорированными квадровым рустом. В левой части главного фасада раскрыта арка проезда во двор. Оконные проемы первого этажа с прямой перемычкой, оформлены узкими плоскими лопатками. Оконные проемы второго этажа с прямой перемычкой с замковым камнем, оформлены наличниками из фигурного кирпича с прямым сандриком с полуциркульной бровкой и пилястрами. Подоконный карнизный пояс с геометрическим кирпичным декором. Венчает здание карниз с кронштейнами.
На дворовом фасаде — карнизные пояса с нишами; часть окон первого этажа с лучковой перемычкой, наличников не имеют, часть — оформлены сандриком. Оконные проемы второго этажа, завершенные лучковой перемычкой с замковым камнем, оформлены наличниками из фигурного кирпича с прямым сандриком с треугольной бровкой. Углы здания декорированы рустованными лопатками.
По приказу МКСО от 29.07.09 г. № 13, Дом Тычининой-Кудрявцевой является памятником исторического и культурного наследия.

## В настоящее время
В 2018 году, в многоквартирном доме, являющиймся выявленным объектом культурного наследия «Дом Тычининой-Кудрявцевой», расположенном по адресу: г. Самара, ул. Молодогвардейская, д. 95 АБ был проведён ремонт фасада. В 2018 году дом отреставрирован. В 2020 году на капремонт дома было выделено 1,85 млн рублей из Фонда капитального ремонта Самарской области.